# Evangelische Hogeschool
De Evangelische Hogeschool (EH), voluit Stichting Evangelische Hogeschool, is gevestigd te Amersfoort. Het is een Nederlandse christelijke vormingsopleiding van korte duur voor jongeren die een studie aan een hogeschool of universiteit willen gaan volgen. Vanuit een orthodox-protestantse opvatting van de Bijbel bestudeert men in grote lijnen allerlei wetenschappelijke vakgebieden alsmede diverse wetenschappelijke en wijsgerige overtuigingen. Ook worden er op deze terreinen cursussen aan andere geïnteresseerden gegeven. De school biedt meerdere lesprogramma's aan.
De school is niet opgenomen in het Centraal Register Opleidingen Hoger Onderwijs (CROHO) als hogeschool en wordt derhalve ook niet erkend door de overheid of de HBO-raad. De opleidingen voldoen niet aan de normen voor overheidssubsidie, de stichting is daarom voor haar voortbestaan afhankelijk van giften.

## Geschiedenis
In 1974 werd de Stichting tot Bevordering van Bijbelgetrouwe Wetenschap opgericht die een creationistisch antwoord wilde geven op de evolutietheorie. In het verlengde hiervan kwam in 1977 de Stichting Evangelische Hogeschool tot stand die in september van dat jaar met haar eerste EH-Basisjaar (zie verderop in de betreffende paragraaf) begon. Bij de oprichting van de school waren Koos van Delden, Willem Glashouwer jr., Frits Kerkhof en Willem Ouweneel betrokken. Zij hadden het voornemen de EH uit te bouwen tot een (internationale) christelijke universiteit.
Van 1979 tot 1995 was de Evangelische School voor Journalistiek (ESJ, een destijds tweejarige opleiding) in het EH-gebouw gevestigd, die later opging in de Christelijke Hogeschool De Vijverberg-Felua (tegenwoordig Christelijke Hogeschool Ede). Van 1982 tot 1991 herbergde de EH ook een lerarenopleiding geschiedenis en economie, deze werd overgedaan aan de Hogeschool de Driestar te Gouda (tegenwoordig Hogeschool Driestar educatief). In 1990 verhuisde de EH naar een ander (het huidige) gebouw in Amersfoort.

### Crisis
Er ontstond in 1991 een bestuurscrisis. Een belangrijke reden daarvoor was dat (een deel van) het EH-bestuur meeging in de visie van de Hattemse theoloog Frank de Graaff die de "westerse" wetenschap afwees. Veel medewerkers en de Raad van Toezicht wezen op hun beurt deze visie af. Beide partijen stonden tegenover elkaar.
Een onafhankelijke commissie onder leiding van Egbert Schuurman deed onderzoek en adviseerde het bestuur verschillende leden van de Raad van Toezicht op te nemen in hun kring "voor een breder draagvlak". Het bestuur ging hier niet mee akkoord. De crisis kwam in november 1990 tot een climax toen het bestuur besloot een aantal medewerkers en leden van de Raad van Toezicht te schorsen. De studenten kozen massaal stelling tegen het bestuur. De hele affaire trok veel media-aandacht. Dit zorgde voor veel onrust. Aan het einde van de week greep onroerendgoedbeheerder H.J. Beens in. Beens was eigenaar van het EH-gebouw. Hij trad op als conflictbemiddelaar en vormde samen met anderen een overgangsbestuur. De schorsingen werden daarbij ongedaan gemaakt.
Een gevolg van de crisis was wel dat de plannen voor een christelijke universiteit van de baan waren. Een ander gevolg was dat de hierboven vermelde leraren- en journalistiekopleiding naar andere hogescholen werden overgeheveld. Het basisjaar van de EH werd wel voortgezet in Amersfoort.

### Leenstelsel
De EH dreigde in de zomer van 2013 in zware problemen te komen. Minister van Onderwijs, Cultuur en Wetenschap Jet Bussemaker wilde de huidige studiefinanciering vervangen door een leenstelsel. Wie koos voor het oriëntatiejaar, kon pas in 2014 beginnen met studeren en had dan geen recht meer op studiefinanciering, maar moest lenen. Voor de zomer stond het aantal aanmeldingen nog maar op 25. Dit trok uiteindelijk aan tot 103, toen minister Bussemaker besloot haar plannen met een jaar uit te stellen. Dat is nog altijd fors minder dan een aantal jaren daarvoor toen het aanmeldingen steeg tot bijna 200. In januari 2014 werd in de Eerste Kamer het wetsvoorstel van het leenstelsel aangenomen, ingaande vanaf september 2015. Het aantal leerlingen dat zich aanmeldde voor het EH-Basisjaar 2014/2015 daalde verder naar 82, maar het EH-Basisjaar 2015/2016 startte met 158 studenten.

## Lesprogramma's
Op de EH kunnen verschillende lesprogramma's gevolgd worden:

### EH-Basisjaar
Gedurende dit jaar zijn de studenten intensief bezig met persoonlijkheidsontwikkeling, geloofstoerusting, intellectuele vorming en studiekeuze. Op die manier probeert de hogeschool hen op alle belangrijke terreinen in het leven voor te bereiden op de toekomst. De meeste studenten die de EH hebben bezocht, verklaren dat ze als gevolg daarvan een veel bewustere en gemotiveerde keuze hebben gemaakt voor hun vervolgstudie en ronden deze daarom over het algemeen sneller en succesvoller af dan de meeste andere studenten.
In het EH-Basisjaar 2008/2009 is er een recordaantal leerlingen van 196. Dat is ongeveer twintig leerlingen meer dan het vorige record.

### EH-Traject
Naast het Basisjaar biedt de EH sinds januari/februari 2006 ook het EH-Traject aan. Deze opleiding duurt vijf maanden en vormt een compacte variant van het EH-Basisjaar. Tijdens deze opleiding worden ongeveer dezelfde onderwerpen behandeld als tijdens het Basisjaar. Het Traject is primair bedoeld voor studenten die om welke reden dan ook besloten hebben te stoppen met hun opleiding. De ervaring heeft de EH echter geleerd dat ook anderen, zoals mbo-scholieren en mensen die graag een periode rust en denkruimte willen, het EH-Traject wilden doen. In het eerste Traject-halfjaar (2006) heeft de EH ongeveer 90 Traject-scholieren gekend. In 2007 en 2008 hebben zo'n 110 scholieren het Traject gevolgd en in 2009 is het Traject verder gegroeid naar 127 leerlingen.

### M-Route
In 2020 begon de EH met een nieuwe cursus: de M-Route. De M-Route is een programma van 1 dag per week, 10 weken lang en is bedoeld voor mbo'ers die een opleiding hebben afgerond en nu aan het werk zijn. Ook het doel van deze cursus is verdieping op alle terreinen van het leven van de cursist, maar de focus ligt op de verbinding tussen theorie en praktijk. In tegenstelling tot het EH-Traject en het EH-Basisjaar besteed de M-Route ook aandacht aan de loopbaanbegeleiding van de cursist.

### EH-Cursus Persoonlijke ontwikkeling
Naast het Basisjaar en EH-Traject die vooral voor jongeren bedoeld zijn, biedt de EH sinds 2007 ook een onderwijsprogramma aan voor volwassenen. De cursus Persoonlijke Ontwikkeling omvat 10 dinsdagen in het najaar, en inhoudelijk heeft het twee speerpunten: persoonlijke ontwikkeling en geloofstoerusting. Jaarlijks kent deze cursus ca. 25 deelnemers.

## Ellips
De Stichting Evangelische Hogeschool bracht ook acht maal per jaar een blad genaamd Ellips (volledige naam: Ellips: tijdschrift voor Bijbel & Wetenschap) uit dat vanuit een orthodox-protestantse invalshoek allerlei religieuze, filosofische, wetenschappelijke en maatschappelijke vraagstukken behandelde. Tot 2002 verscheen het blad onder de naam Bijbel & Wetenschap, dat werd uitgebracht door de Stichting tot Bevordering van Bijbelgetrouwe Wetenschap. De uitgave van Ellips vond plaats door middel van de christelijke uitgeverij Medema te Vaassen. Per februari 2011 is Ellips samengegaan met 'Beweging' (een blad over filosofie in het licht van orthodox-protestantisme) en wordt nu uitgegeven onder de naam 'Soφie' door uitgever Buijten en Schipperheijn te Amsterdam .

## Bekende oud-studenten
- Paul Abspoel (1961), schrijver en uitgever
- Leo Blokhuis (1961), journalist, muziekkenner en presentator
- Gijsbert van den Brink (1963), hoogleraar theologie
- Tijs van den Brink (1970), journalist
- Hans Bronkhorst (1967), geschiedkundige en journalist
- Ronald Koops (1975), journalist en muzikant
- Jan Kriek (1962), journalist, hoofdredacteur EénVandaag
- Sjirk Kuijper (1966), journalist, hoofdredacteur Nederlands Dagblad
- Almatine Leene (1984), predikant
- Margriet van der Linden (1970), hoofdredacteur Opzij
- Stefan Paas (1969), theoloog
- Arie Slob (1961), politicus ChristenUnie
- Manuel Venderbos (1976), presentator Evangelische Omroep
- Boele Ytsma (1968), predikant en schrijver
- Tim van Wijngaarden (1979), cabaretier